# Стів Коттерілл
Стів Коттерілл (англ. Steve Cotterill, нар. 20 червня 1964, Челтнем) — англійський футболіст, що грав на позиції нападника. По завершенні ігрової кар'єри — тренер.

## Ігрова кар'єра
Народився 20 червня 1964 року в місті Челтнем. Вихованець футбольної школи Alvechurch. На початках своєї кар'єри грав за напівпрофесійні клуби «Челтнем Таун» та «Бертон Альбіон».
У 1989 році він перейшов у професійний футбол, підписавши контракт з клубом вищого дивізіону «Вімблдоном». Відіграв за клуб з Лондона наступні чотири сезони своєї ігрової кар'єри, втім основним гравцем не став, а 1992 року здавався в оренду в «Брайтон енд Гоув» щоб відновити свою форму після серйозного пошкодження колінного суглоба.
Влітку 1993 року за 120 000 фунтів стерлінгів перейшов у «Борнмут» з Другого дивізіону Футбольної ліги, за команду якого виступав протягом 1993—1995 років, забивши 18 голів у 55 матчах, але повинен був закінчити свою кар'єру в 1996 році після ще однієї серйозної травми коліна, від якої він не зміг повністю відновитись.

## Кар'єра тренера
Розпочав тренерську кар'єру відразу ж по завершенні кар'єри гравця, 1995 року, очоливши тренерський штаб ірландського клубу «Слайго Роверс». Коттерілл закінчив з командою сезон на третьому місці, а також став фіналістом Кубка ірландської ліги, де вони програли по пенальті «Шелбурну». Цей результат дозволив команді зіграти у Кубку Інтертото 1996 року, де команда Коттерілла стала останньою у групі, зігравши внічию з французьким «Нантом» (3:3) та нідерландським «Геренвеном» (0:0). Після цього у вересні 1996 року покинув клуб.
1 лютого 1997 року очолив рідний «Челтнем Таун», що тоді виступав на аматорському рівні. У першому ж сезоні Коттерілл вивів команду в Національну лігу Англії, а наступного 1998 року виграв з командою Трофей Футбольної Асоціації, після чого у наступному сезоні 1998/99 клуб зайняв перше місце і вийшов у Третій дивізіон Футбольної ліги, четвертий за рівнем дивізіон Англії. Там клуб провів наступні два сезони, закінчуючи розіграш у верхній частині сезону. У сезоні 2001/02 клуб досяг п'ятого раунду Кубку Англії, вперше за свою історію, де програв з рахунком 1:0 «Вест-Бромвіч Альбіону», а також вигравши плей-оф, знову підвищився у класі, перейшовши у Другий дивізіон Футбольної ліги.
Влітку 2002 року Коттерілл очолив клуб другого за рівнем дивізіону Англії, «Сток Сіті». Втім тренував команду з міста Сток-он-Трент лише протягом 13 матчів і був звільнений 10 жовтня після п'ятиматчевої безвиграшної серії. Натомість Коттерілл став асистентом Говарда Вілкінсона у «Сандерленді» з Прем'єр-ліги. Втім і тут Коттерілл довго не протримався, оскільки вже у березні обидва фахівці були звільнені через незадовільні результати.
3 червня 2004 року Стів Коттерілл перейшов на посаду головного тренера «Бернлі» і закінчив перший сезон у Чемпіоншипі 2004/05 на тринадцятому місці. У наступні два сезони клуб закінчував у нижній частині, а після невірного початку сезону 2007/08 Коттерілл покинув клуб з 8 листопада 2007 року.
У серпні 2008 року Стіву Коттеріллу було запропоновано стати головним тренером і технічним директором клубу першого дивізіону американської USL «Міннесота Тандер», де англійцю був запропонований тимчасовий семитижневий контракт до кінця сезону. Втім для отримання дозволу на роботу Коттеріллу необхідно було витратити два тижні, після чого залишалось лише шість матчів у клуба, в результаті чого тренер вирішив відмовитись від цієї пропозиції.
Після більш ніж двох років без тренерської діяльності, 23 лютого 2010 року Коттерілл очолив «Ноттс Каунті» і за підсумками сезону 2009/10 виграв з командою з Ноттінгема Другу футбольну лігу і вийшов у Першу лігу, третій за рівнем дивізіон Англії. Після цього успіху він не міг узгодити з клубом продовження контракту, що закінчився 30 травня 2010 року.
18 червня 2010 року став головним тренером «Портсмута», що в минулому сезоні вилетів з Прем'єр-ліги і був змушений боротися з серйозними фінансовими проблемами. У цих складних умовах 16-е місце в Чемпіоншипі 2010/11 виглядало явним успіхом. Коттерілл зіграв ключову роль у стабілізації «Портсмута», коли клуб був на грані ліквідації . У другому сезоні «Портсмут» повинен був покращити показники попереднього сезону, тим не менш, команда виграла лише два з перших 10 матчів чемпіонату і незважаючи на запевнення керівництва клубу про цілковиту довіру тренеру, у жовтні 2011 року Коттерілл був запрошений керівництвом клубу «Ноттінгем Форест» очолити його команду, куди незабаром і перейшов. У цьому клубі Коттерілл виграв чотири зі своїх перших шести матчів у клубі, закінчивши чемпіонат на 19 місці у Чемпіоншипі. 12 липня 2012 року тренер покинув клуб, після того як його придбав кувейтець Фаваз Аль-Хасаві.
У січні 2013 року став асистентом Гаррі Реднаппа у «Квінз Парк Рейнджерс», де працював до кінця сезону. Після цього Реднапп запропонував продовжити сумісну роботу і в наступному сезоні 2013/14 років, але Коттерілл відмовився від пропозиції і покинув клуб.
3 грудня 2013 року Коттерілл був призначений менеджером клубу Першої футбольної ліги «Бристоль Сіті» і в першому сезоні зайняв з командою 12 місце, а у наступному сезоні 2014/15 виграв з командою Трофей Футбольної ліги, вдруге у своїй кар'єрі, а також зайняв перше місце, вивівши клуб у Чемпіоншип. Втім у другому за рівнем англійському дивізіоні у Стіва справи не пішли і 14 січня 2016 року він був звільнений.
За три матчі до кінця сезону 2016/17 Коттерілл повернувся на роботу асистентом Гаррі Реднаппа, цього разу у «Бірмінгем Сіті». Він відіграв свою роль у підготовці команди до виграшу двох матчів, необхідних для уникнення вильоту до Першої Ліги, потім вирішив залишитися в клубі помічником менеджера і на сезон 2017/18. Після звільнення Реднаппа у вересні 2017 року, Коттерілл погодився на контракт на два з половиною роки як новий менеджер «Бірмінгема», що набрав чинності 2 жовтня. Через п'ять місяців на посаді, під час якої команда залишалася в зоні вильоту та біля неї, Коттерілл був звільнений з посади 3 березня 2018 року.

## Титули і досягнення

### Як тренера

#### «Челтнем Таун»
- Володар Трофею Футбольної ліги: 1997-98[36]
- Переможець Футбольної Конференції: 1998–99[37]

#### «Ноттс Каунті»
- Чемпіон Другої футбольної ліги: 2009–10[38]

#### «Бристоль Сіті»
- Володар Трофею Футбольної ліги: 2014–15
- Чемпіон Першої футбольної ліги: 2014–15[39]

#### Індивідуальні
- Менеджер місяця в Чемпіоншипі: жовтень 2006[40]
- Менеджер року Першої футбольної ліги: 2014–15
- Менеджер місяця Першої футбольної ліги: вересень 2014, березень 2015
- Менеджер місяця Другої футбольної ліги: березень 2010, квітень 2010
- Менеджер року Футбольної Конференції: 1997–98, 1998–99